# NGC 3711-1
NGC 3711-1 is een balkspiraalstelsel in het sterrenbeeld Beker. Het hemelobject werd in 1886 ontdekt door de Amerikaanse astronoom Francis Preserved Leavenworth. Het ligt in de buurt van NGC 3711-2.

## Synoniemen
- MCG -2-29-35
- PGC 35392